# 가미메나역
가미메나역(일본어: 上目名駅 かみめなえき[*])은 일본 홋카이도 이소야 군 란코시정에 있었던 일본국유철도 하코다테 본선의 철도역이었다.

## 개요
1913년 11월 3일에 개업한 역으로, 1984년 3월 31일에 폐지되었다. 1984년 2월에 시각표가 개정되면서 열차 편수가 감소했고, 교행을 위해 있었던 의미가 없어지게 되었다. 여기에 당시에 진행되던 운영 합리화 정책에 의해 폐지되었다. 폐지 직전의 이용객 수는 일 평균 2명 정도였다.
개업 시부터 간논 산과 호로나이 산 등 해발 고도가 600~800m 정도 되는 산에 둘러쌓인 곳에 위치한 역으로, 주변 인구가 매우 적고 열차 교행을 위한 신호장 역할이 강한 역이었다. 때문에 운전 취급을 위해서 이용객이 거의 없음에도 무인화 되지 않고 역무원이 주재하였다. 1960년대 이후에는 보통 열차도 거의 정차하지 않았게 되었다.
1면 2선의 섬식 승강장이 있는 지상역이었으며, 현재는 역이 있던 자리에 방설 쉘터가 설치되어 있다.

## 역사
- 1913년 11월 13일 - 홋카이도 철도의 일반역으로 개업.
- 1907년 7월 1일 - 홋카이도 철도 국유화.
- 1982년 3월 1일 - 창구 업무 무인화.
- 1984년 3월 31일 - 폐역됨.